# Wybory prezydenckie w Portugalii w 1996 roku

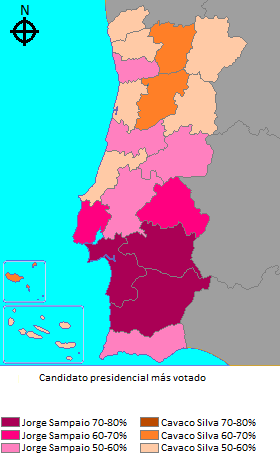
Zwycięzcy w poszczególnych dystryktach

Wybory prezydenckie w Portugalii w 1996 roku odbyły się w niedzielę 14 stycznia 1996. W głosowaniu zwyciężył burmistrz Lizbony Jorge Sampaio, który otrzymał blisko 54% głosów w pierwszej turze, zapewniając sobie wybór na pięcioletnią kadencję. Frekwencja wyborcza wyniosła 66,29%. Urzędujący od 1986 prezydent Portugalii Mário Soares nie kandydował.
Jorge Sampaio otrzymał poparcie ze strony Partii Socjalistycznej. Kandydatem Partii Socjaldemokratycznej został były premier Aníbal Cavaco Silva, wsparty też przez Partię Ludową. W wyborach zarejestrowali się również Jerónimo de Sousa z Portugalskiej Partii Komunistycznej i Alberto Matos z UDP. Obaj wycofali swoje kandydatury jeszcze przed głosowaniem, popierając kandydata socjalistów.

## Wyniki wyborów
| Kandydat            | Głosy     | %     |
| ------------------- | --------- | ----- |
| Jorge Sampaio       | 3 035 056 | 53,91 |
| Aníbal Cavaco Silva | 2 595 131 | 46,09 |
| Głosy puste         | 69 328    | 1,20  |
| Głosy nieważne      | 63 463    | 1,10  |
| Razem               | 5 762 978 | 100   |